# ره‌وه‌ره
ره‌وه‌ره (به ایتالیایی: Revere) یک کومونه در ایتالیا است که در استان منتووا واقع شده‌است. ره‌وه‌ره ۱۴٫۲ کیلومتر مربع مساحت و ۲٬۵۱۴ نفر جمعیت دارد.